# Степний Дворець
Степний Дворець (рос. Степной Дворец) — село Кабанського району, Бурятії Росії. Входить до складу Сільського поселення Ранжуровське.
Населення — 338 осіб (2015 рік).
Село засноване 1909 року.